# Villers-en-Cauchies
Villers-en-Cauchies és un municipi francès, situat a la regió dels Alts de França, al departament del Nord. L'any 2006 tenia 1.216 habitants. Limita al nord amb Haspres, al nord-est amb Saulzoir, al sud-est amb Saint-Aubert, al sud amb Avesnes-les-Aubert, al sud-oest amb Rieux-en-Cambrésis, a l'oest amb Iwuy i al nord-oest amb Avesnes-le-Sec.

## Demografia
| 1962                                       | 1968  | 1975  | 1982  | 1990  | 1999  | 2006  |
| ------------------------------------------ | ----- | ----- | ----- | ----- | ----- | ----- |
| 1.371                                      | 1.422 | 1.420 | 1.266 | 1.203 | 1.185 | 1.203 |
| Des de 1962: població sense dobles comptes |       |       |       |       |       |       |

## Administració
| Període   | Identitat       | Partit |
| --------- | --------------- | ------ |
| 1995-2001 | Daniel Lemoine  |        |
| 2001-2008 | Freddy Defossez |        |
| 2008-     | Pascal Duez     |        |